# Manoletina
Dans le monde de la tauromachie, la manoletina est une passe de muleta haute, qui est une interprétation de la bandera.

## Description

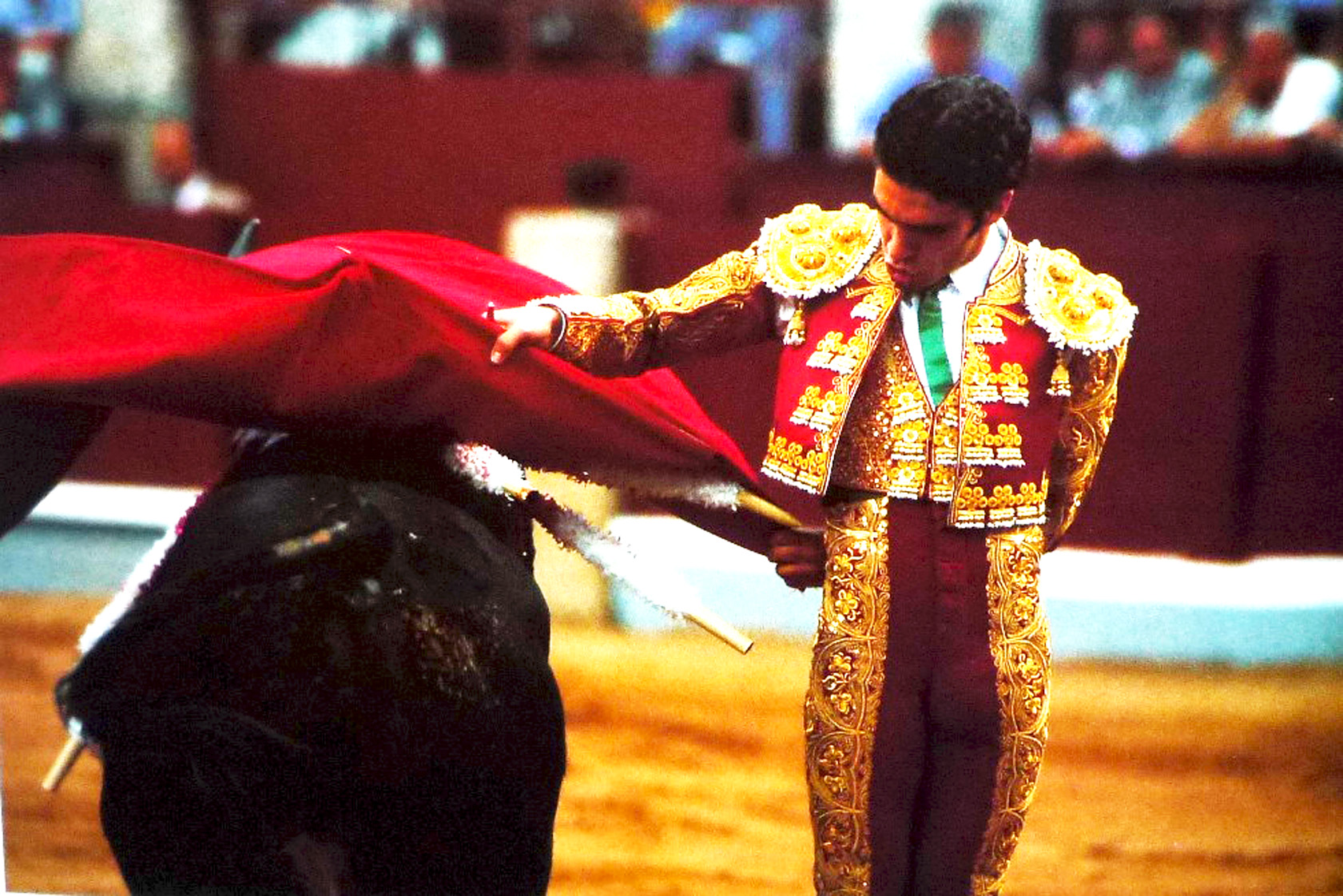
José Tomás, manoletina à Madrid en 2002

L'invention de cette passe est attribuée par Casanova et Dupuy à Pepe Ortiz, matador mexicain. Popularisée par « Manolete » dont elle a gardé le nom, cette passe haute de la droite se fait tandis que le bras gauche du matador est replié  derrière son dos et que la main gauche vient saisir l'étoffe. Quand le taureau arrive sur la muleta, le torero l'élève au-dessus des cornes en effectuant un tour complet sur place dans le sens contraire à la course du taureau.